# 幅野初毅
幅野 初毅（はばの はつき、2005年 - ）は日本出身のフォトグラファー、アーティスト、デザイナー。
2023年現在、京都芸術大学に在籍中。

## 主な受賞歴
- 風景写真祭2022「第17回美しい風景写真100人展」学生部門入賞。
- 第46回全国高等学校総合文化祭 (とうきょう総文2022) 写真部門優秀賞獲得。その他、受賞歴多数。

## 来歴
京都の東山高等学校入学と同時に写真部に入部し、写真を始める。高校時代は主に風景写真やアート写真を撮影している。
幅野の独創性あるアート写真は、全国的にも評価を受けている。アート写真では、幅野の代表作「雨上がりの小宇宙」が全国2位になっている。この作品は東京・上野の東京都美術館で展示された後に、大阪でも展示された。
その一方で、風景写真においても、全国的に有名なコンテストで風景写真出版と富士フイルムが主催している「美しい風景写真100人展」において入賞するなど、幅広いジャンルで撮影している。
その後は、高校3年の1月に京都で個展「高校生の写真展」を開催し、大和書房が運営するWebメディアの「I am」には、個展開催時における取材がある。
2023年4月に京都芸術大学に入学。同学で写真と映像を専攻しながら、アーティストとしても活躍している。2023年11月に同学が主催している「芸能祭」において、同学出身のプロのカメラマンと一緒に専属の撮影スタッフとして活動しており、幅野が撮影した写真についても、X(旧ツイッター)の同学公式アカウントにて公開されている。